# چشم‌گرد تنبل کوتوله
چشم‌گرد تنبل کوتوله (نام علمی: Nycticebus pygmaeus) نام یک گونه از سرده چشم‌گرد تنبل است.